# Антіохіда (дочка Антіоха III)
Антіохіда (дав.-гр. Aντιoχίς; 210-ті роки до н. е. — 163 до н. е., Антіохія-на-Оронті) — селевкідська принцеса, дочка басилевса Антіоха III Великого та його дружини Лаодіки. Дружина Аріарата IV, басилевса Каппадокії, якому народила п'ятьох дітей. Була змушена залишити країну внаслідок конфлікту через спадкоємця держави. Повернулася до Сирії, де була вбита втрутившись у палацові інтриги. Перепохована у Мазаці, на прохання сина Аріарата V.

## Життєпис

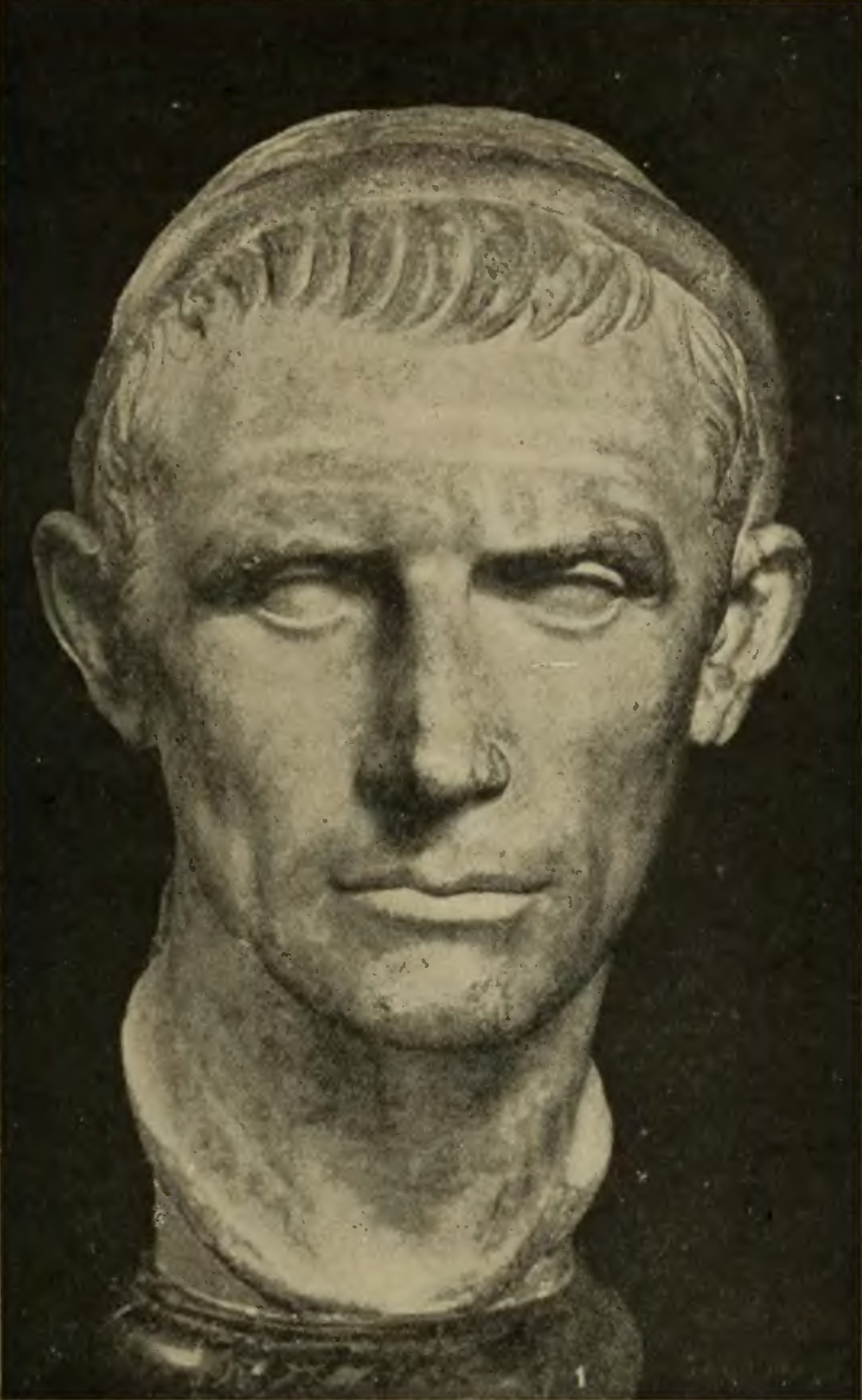
Погруддя Антіоха III, батька Антіохіди

Антіохіда була однією з дочок селевкідского басилевса Антіоха III Великого та його дружини Лаодіки. За розрахунками німецького історика Гатто Г. Шмідта, вона народилася у 210 роках до н. е. Дослідник Рензо Лукеріні датував народження Антіохіди у проміжку 217—210 років до н. е., зазначаючи, що старше неї, серед дітей Антіоха Великого, був Антіох Молодший та, можливо, Лаодіка з Клеопатрою. Її ім'я було звичайним для династії, так звали сестру її батька, а також матір пергамського басилевса Аттала I, яка походила з пов'язаної з Селевкідами династії Ахеадів.
Антіохіда вийшла заміж за Аріарата IV Евсеба, басилевса Каппадокії, історик Олег Габелко датував шлюб приблизно 195 до н. е., а Рензо Лукеріні приблизно 193—192 до н. е. Це був політичний шлюб, за допомогою якого Антіох Великий хотів отримати підтримку Аріарата IV у майбутній війні з Римською республікою. Сподівання Антіоха виправдалися і каппадокійці залишалися його союзниками аж до поразки у битва при Магнезії. На думку Рензо Лукеріні, з урахуванням дати народження каппадокійського басилевса, це був не перший його шлюб.
Згідно з Діодором Сицилійським, Антіохіда, «бувши надзвичайно підступною», спочатку не маючи своїх дітей, видала за своїх двох хлопчиків — Аріарата та Ороферна. Однак потім Антіохіда сама народила двох дочок, у тому числі Стратоніку, що згодом вийшла заміж за пергамського басилевса Аттала II, і Мітрідата — майбутнього басилевса Аріарата V. Після цього, оголосивши старших дітей підставними, влаштувала так, щоб Аріарат був відправлений з відповідним його статусу грошовим на виховання до Риму, а Ороферн — до Іонії (за припущенням російського історика Олега Габелка, до Прієни). За зауваженням антикознавців, повідомлення Діодора, попри свою ґрунтовність, вважається фальшивим. Можливість існування подібної ситуації за повного незнання Аріарата IV виглядає малоймовірною. Однак при цьому повністю відповідає інтересам наймолодшого з братів, Мітрідата, який подбав про потрібне йому викладення подій у династичній традиції — зображення старших братів незаконнонародженими. Можливо, старші сини мали підтримку матері, а молодший — батька. Тому Аріарат і Ороферн, коли Антіохіда, не зумівши досягти реалізації своїх намірів і, можливо, розлучившись із чоловіком, у 170-х роках до н. е. повернулася до Сирії, були змушені на вимогу батька залишити Каппадокію. На думку історика Деніела Огдена, якщо історія переказана Діодором правдива, то вона гарно ілюструє під яким «екстремальним тиском» жили дружини басилевсів, що їх статус залежав від здатності народжувати дітей і що вони віддавали перевагу своїм власним дітям.
Антіохіда разом з дочкою, ім'я якої історичні джерела не називають, була вбита у 163 до н. е. в Антіохії-на-Оронті і там похована. Припускається, що жінки були вбиті за наказом одного з регентів неповнолітнього басилевса Антіоха V — Лісія або Філіппа. На думку історика Едвіна Роберта Бівена, Антіохіда, бувши владною жінкою, втрутилася в інтриги селевкідського двору. Можливо вона підтримувала регента Філіппа у його боротьбі з Лісієм, або хотіла уберегти свого племінника, Антіоха V, від Лісія та його союзників. Рензо Лукеріні припускав, що Лісій міг бачити в особі Антіохіди конкурентку його посаді регента, оскільки тітка басилевса мала на неї більше прав. Враховуючи, що в той час померла Лаодіка, дружина Антіоха IV та матір Антіоха V, припускається, що саме вона могла бути страченою дочкою Антіохіди.
Згідно з Полібієм, Аріарат V направив послів до держави Селевкідів, щоб повернути рештки сестри та матері, при цьому він наказав, щоб не розізлити Лісія, не розпитувати про обставини їх смерті. Рештки були привезені до Мазаки, де вони були урочисто перепоховані поряд з гробницею Аріарата IV. Як зазначав Едвін Роберт Бівен, вбивство Антіохіди відштовхнуло Каппадокійський двір від Селевкідів та знищило союз між країнами.
Зберігся декрет ради та народу Коса на честь каппадокійської царської родини. Його вдалося ідентифікувати завдяки збереженому імені цариці. Припускається, що він пов'язаний з участю чоловіка Антіохіди в Пергамо-понтійській війні 183—179 років до н. е. на боці правителя Пергаму Евмена II проти понтійського царя Фарнака I.

## Родина
У шлюбі з Аріаратом IV народилося п'ять дітей:
- Стратоніка — старша дитина, дружина Евмена II[9].
- Аріарат — старший син, відісланий батьком до Риму. Про його прибуття разом з посольством згадував Тіт Лівій[13].
- Ороферн — середній син, відісланий батьком до Іонії. Повернувся під час правління брата та узурпував владу.
- Мітрідат — молодший син, басилевс Каппадокії під ім'ям Аріарат V Філопатор.
- Дочка — ім'я невідоме. Загинула разом з матір'ю в Антіохії. За версією була дружиною Антіоха IV[9].